# アース・アンド・ビヨンド
『アース・アンド・ビヨンド』（原題Earth and Beyond、略称EnBあるいはE&B）は、ウェストウッド・スタジオによって開発されたSFオンラインゲーム。

## 概要
2002年9月24日に米国エレクトロニック・アーツから発売され、運営も同社が行っている。各プレイヤーは未来世界における宇宙船の船長となり銀河宇宙を探検する。戦闘のみならず惑星探査や商取引を行うだけでも経験値が入るのが他のコンピュータRPGにはない特徴。
最大で4万人の有料会員が参加していたが、2004年初めごろに運営が終了されるとのうわさが流れ、同年3月に2004年9月で運営が終了されると発表された。2004年9月22日に運営が終了した。